# Aridea
Aridea (gr. Αριδαία) – miejscowość w Grecji, w regionie Macedonia Środkowa, w jednostce regionalnej Pella. Siedziba gminy Almopia. W 2011 roku liczyła 6561 mieszkańców.